# Moitessieria simoniana
Moitessieria simoniana је пуж из реда Littorinimorpha.

## Угроженост
Ова врста није угрожена, и наведена је као последња брига јер има широко распрострањење.

## Распрострањење
Врста је присутна у Француској и Шпанији.

## Станиште
Станиште врсте су слатководна подручја.